# Santa Rosa del Sur
Santa Rosa del Sur est une municipalité située dans le département de Bolívar, en Colombie.